# Cripple Clarence Lofton
Cripple Clarence Lofton, geboren als Albert Clemens (Kingsport (Tennessee), 28 maart 1887 – Chicago, 9 januari 1957), was een Amerikaanse boogiewoogie- en blueszanger, -pianist, danser en songwriter.

## Biografie
Cripple Clarence Lofton begon zijn carrière, ook al strompelde hij als tapdanser, waar zijn artiestennaam vandaan komt. Hij werd later bekend als een pianist in het blues en boogiewoogie-idioom en verhuisde naar Chicago. Kenmerkend voor zijn uiterlijk was zijn energieke aanwezigheid op het podium, waar hij danste en floot naar zijn zang. In zijn boek Boogie Woogie gaf de auteur William Russell een beschrijving van zijn show:

«Niemand kan klagen over een gebrek aan variatie of veelzijdigheid bij Clarence. Als het echt op gang komt, is het een circus met drie ronden. Tijdens één nummer speelt en zingt hij, fluit een refrein en knipt zijn vingers als een flamencodanseres om zijn blues extra percussieve begeleiding te geven. Maar soms draait hij zich opzij, meestal met zijn rug naar de piano, alsof hij daar draaft en met zijn voeten sjokt. Ondertussen begint hij weer te zingen en roept hij het publiek of zijn drummer op. Plots springt hij op in het midden van een nummer, zijn handen geklemd en rent rond de pianostoel. Dan neuriet hij heel onverwacht iets met een diepe basstem. Een seconde later draait hij zich om en keert terug naar de piano. Beide handen vliegen dan met hoge snelheid over de toetsen. Zijn acties en gezichtsuitdrukkingen zijn net zo dramatisch en onderhoudend als zijn muziek.»

De meeste van zijn songs waren blues met twaalf maten. Met zijn unieke stijl vond Lofton al snel de belangrijkste pijler van zijn werk. Zijn eerste opnamen werden gemaakt in april 1935 met Big Bill Broonzy voor Vocalion Records. Hij trad later op in de Big Apple-nachtclub in Chicago en daar bleef hij opnemen tot het einde van de jaren 1940 voordat hij met pensioen ging. Hij bleef in Chicago wonen tot hij overleed in 1957.
Lofton was een belangrijk onderdeel van het boogiewoogie-genre in Chicago. Zijn bekendste nummers waren: Strut That Thing, Monkey Man Blues, I Don't Know en Pitchin 'Boogie. Zijn talent beïnvloedde andere spelers als Pinetop Smith en andere bekende boogiewoogie-artiesten zoals Meade Lux Lewis, Cow Cow Davenport, Jimmy Yancey en Erwin Helfer.

## Overlijden
Cripple Clarence Lofton overleed in januari 1957 op 69-jarige leeftijd aan de gevolgen van een hersenembolie.

## Discografie
- ????: Cripple Clarence Lofton Vol 1 1935 - 1939 (Document Records)
- ????: Cripple Clarence Lofton Vol 2 1939 - 1943 (Document Records)
- 1954: Cripple Clarence Lofton (Riverside Records, 1954)
- 1954: Honky-Tonk and Boogie-woogie Piano (Riverside, 1954)
- ????: Cripple Lofton & Walter Davis (Kazoo)